# آلبرتین گمشده
آلبرتین گمشده جلد ششم از در جستجوی زمان از دست رفته نوشته مارسل پروست است که نخست با نام گریخته در سال ۱۹۲۵ به چاپ رسید.

## چکیده داستان

### بخش نخست
دربخش نخست راوی بیهوده می‌کوشد به روش‌های گوناگون آلبرتین را به خانه برگرداند. از سوی دیگر، آلبرتین از اسب می‌افتد و جان می‌سپارد.

### بخش دوم
در بخش دوم راوی پس از دیداربا دلباخته پیشین خود ژیلبرت سوان که اینک با نام فرزند خواندگیش دوشیزه فورشویل شناخته می‌شود، آلبرتین را از یاد می‌برد تا آزاد و رها به ونیز برود.

## متن نخستین داستان
در سال ۱۹۸۶ دست نوشته نخستین داستان که مارسل پروست بر آن پی‌نویسی و کاستی و افزون‌هایی می‌کرده، یافت شد. این متن در چاپ ۱۹۹۲ گارنیه ـ فلاماریون و چاپ ۱۹۹۳ لیور دو پوش (کتاب جیبی) به متن ۱۹۲۵ افزوده شد.